# Stenotrema pilsbryi
Stenotrema pilsbryi är en snäckart som först beskrevs av James Henry Ferriss 1900.  Stenotrema pilsbryi ingår i släktet Stenotrema och familjen Polygyridae. IUCN kategoriserar arten globalt som otillräckligt studerad. Inga underarter finns listade i Catalogue of Life.